# Un vicio secreto
«Un vicio secreto» (“A Secret Vice” en el original inglés) es el título de una conferencia dada por J. R. R. Tolkien en 1931 en un congreso esperantista. Veinte años después de su presentación, Tolkien revisó el manuscrito para una segunda presentación.
«Un vicio secreto» trata sobre las lenguas construidas en general, y la relación de cada mitología con su lenguaje. Tolkien contrasta las lenguas auxiliares con las lenguas artísticas construidas por placer estético. Tolkien también discute la fonoestética de diversos idiomas, mencionando el griego, el finés y el galés como ejemplos de «idiomas que poseen una muy característica y, cada uno a su modo, bella formación de palabras».
La opinión de Tolkien sobre las relaciones entre mitología e idioma se refleja en ejemplos en qenya y noldorin, predecesores de sus lenguas élficas más evolucionadas, quenya y sindarin. El ensayo contiene un pasaje de ocho líneas en noldorin, así como tres poemas en qenya:
- «Oilima Markirya» («La Última Arca»),
- «Nieninque», y
- «Earendel».